# 阿達木單抗
 阿達木單抗（英語：Adalimumab） 以Humira（復邁）等商品名於市場銷售，是一種
疾病調節抗風濕藥和單株抗體，用於治療類風濕性關節炎、幼年特發性關節炎、乾癬性關節炎、強直性脊柱炎、克隆氏症、潰瘍性結腸炎、斑塊型乾癬、化膿性汗腺炎和葡萄膜炎。透過皮下注射給藥。此藥物是種腫瘤壞死因子抑制劑（TNF抑制劑），可將腫瘤壞死因子滅活。阿達木單抗是種完整抗體（可寫為whole antibody，或是complete antibody），可識別抗原，並與其發生凝集，而非完整抗體則只能參與識別和檢測抗原。完整抗體和非完整抗體之間的主要區別在於是否存在凝集反應的能力。
使用此藥物常見的副作用有上呼吸道感染、注射部位疼痛、皮疹和頭痛。其他副作用是可能會導致嚴重感染、癌症、過敏性休克、B型肝炎重新活化、脫髓鞘疾病新發或是惡化（如多發性硬化症）、心臟衰竭、肝衰竭和再生不良性貧血）。不建議個體在懷孕期間使用（可能會對胎兒造成傷害），但有些資料顯示個體在母乳哺育期間使用，對於嬰兒可能屬於安全。

## 醫療用途
阿達木單抗在美國和歐盟被核准，適用於治療類風濕性關節炎、幼年特發性關節炎、乾癬性關節炎、僵直性脊椎炎、成人和兒童克隆氏症、潰瘍性結腸炎、斑塊狀乾癬、化膿性汗腺炎和葡萄膜炎。此藥物在歐盟也被核准，適用於治療慢性侵襲性發展中的肺和骨骼結節病。

## 不良影響
有明顯證據顯示阿達木單抗會增加嚴重感染（例如結核病）的風險，且據報導還會增加罹患各種癌症的風險。然而這種關聯性可能反映的是正接受治療的個體本身就潛藏較高的惡性腫瘤發生風險，而非由阿達木單抗所導致。 於2018年發表的一項系統性回顧，提出接受阿達木單抗或其他TNF抑制劑治療的慢性發炎性疾病患者，與未接受的相比，癌症發生率並未增加，但就皮膚癌而言可能是個例外。
此藥物造成嚴重肝損傷、中樞神經系統脫髓鞘疾病以及心臟衰竭的報告屬於罕見。美國食品藥物管理局｛FDA）要求在阿達木單抗和其他TNF抑制劑藥物標籤上加註黑框警告，指示醫師須仔細篩檢和監測可能會出現狀況的患者。此藥物也可能會發生過敏性休克或其他嚴重的過敏反應。
發生注射部位反應（例如發紅和疼痛）的情況很常見，機率高達80%。

## 歷史
阿達木單抗是FDA所批准的第一個全人源單株抗體，利用噬菌體展示技術產出。
阿達木單抗是巴斯夫下屬的生物研究公司和英國劍橋抗體技術公司合作研發的結果，而劍橋抗體技術公司本身是由英國政府資助的英國醫學研究委員會和三位學者於1993年開始合作而創立。
阿達木單抗於2002年在美國被批准用於醫療用途。是繼英夫利西單抗和依那西普之後，第三種在美國獲得批准的TNF抑制劑。
它已被列入世界衛生組織基本藥物標準清單。目前在市面有生物相似藥販售。此藥物於2021年於美國最常使用處方藥中排名第236，開立的處方箋超過100萬張。

## 社會與文化

### 經濟學
英國國民保健署於2019年將阿達木單抗生物相似藥Humira（復邁）、Amgevita、Hulio、Hyrimoz、Idacio和Imraldi列為需透過開立處方而取得的藥物（幾乎免費），而這份名單預定於2022年2月更新。於2019年，阿達木單抗是國民保健署成本中最高的一項，而在2021年經由價格談判將年度成本從4億英鎊降至1億英鎊，這是國民保健署於類似談判中所取得有史以來的最高單筆降幅。
根據美國出版的《基因工程與生物技術新聞（Genetic Engineering & Biotechnology News）》所公佈的最暢銷藥物排行榜，顯示復邁在2015年和2016年的銷售額各為140.12億美元及160.78億美元，排名第一。從2012年開始，到2016年其美國專利到期時，復邁名列最暢銷醫藥產品榜首。美國生物技術公司艾伯維報告稱復邁於2017年的銷售額達184.27億美元。復邁在2019年和2020年的全球銷售額分別為197億美元和204億美元。

### 生物相似藥
有多家公司從2014年開始生產阿達木單抗的生物相似藥，且以比專利到期（2016年）之前更低的價格出售。概述如下：
- 2014年，一種，由印度藥廠Zydus Lifesciences（英语：Zydus Lifesciences）生產，價格僅為美國售價的5分之1。[65]
- 2016年，兩種。其中一種由印度藥廠生產，[66]另一種由美國藥廠安進生產。[7][67][68][69][70][71]
- 2017年，五種。其中有四種被歐盟核准作醫療用途。
- 2018年，四種，核准於歐盟使用。阿達木單抗的生物相似藥為英國國民保健署省下龐大醫療成本。[72]
- 2019年，四種，前兩種經歐盟核准，後二種經美國核准。第四種名為adalimumab-afzb (Abrilada)，是FDA核准的第25種阿達木單抗生物相似藥。[73]
- 2020年，八種，分別被核准於歐盟、澳大利亞、美國與加拿大等國用於醫療用途。
- 2021年，五種，分別被核准於歐盟、加拿大及美國等地用於醫療用途。
- 2022年，兩種，被核准於加拿大及美國用於醫療用途。
- 2023年有一種生物相似藥（Simlandi）被沙烏地阿拉伯核准用於醫療用途。另有幾項生物相似藥被引入美國市場。[67][74][75][76]
- 2024年，已被加拿大核准的adalimumab-ryvk (Simlandi) 也被美國核准用於醫療用途。[67][77][27]

### 專利訴訟
關於此藥物，有好幾項大型專利訴訟出現，例如：
2009年5月，生產英利昔單抗的嬌生公司子公司Centocor具狀控訴亞培藥業，指控其侵犯復邁的製程專利，而赢得一場16.7億美元的訴訟判決。然而該判决在2011年被美國聯邦巡迴區上訴法院撤銷。
生產復邁的艾伯維善於利用長青策略，當安進預備於2016年銷售復邁的生物相似藥時，艾伯維藉此提起訴訟，迫使安進將銷售延至2023年。艾伯維於2016年至2023年期間趁機將復邁價格提高（達60%），而於這幾年內創下1,140億美元的銷售業績。